# Pello Bilbao

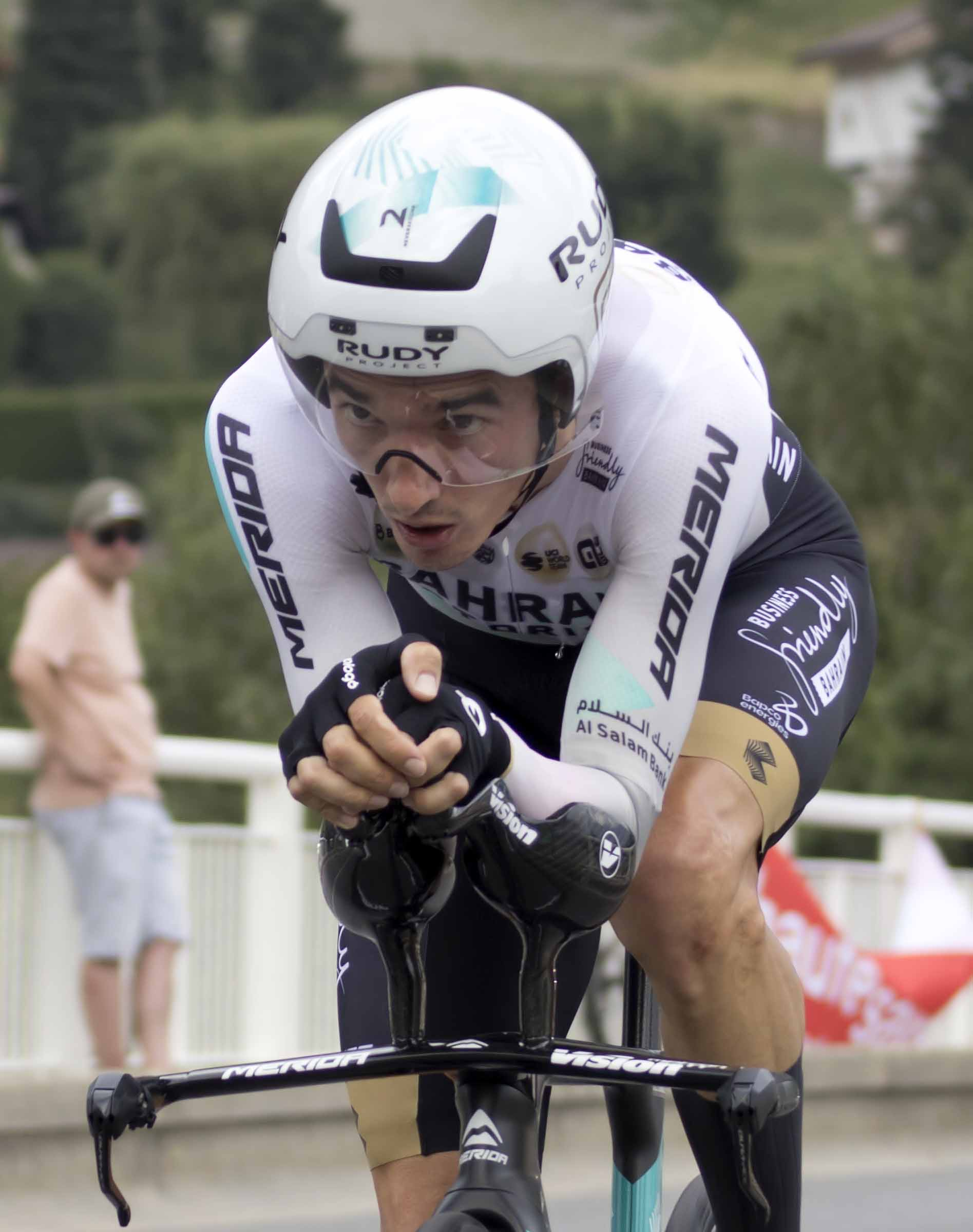
Pello Bilbao impegnato ad una cronometro al Tour de France 2023.

Pello Bilbao López de Armentia (Guernica, 25 febbraio 1990) è un ciclista su strada spagnolo che corre per il team Bahrain Victorious. Professionista dal 2011, ha caratteristiche di scalatore e in carriera ha vinto due tappe al Giro d'Italia ed una tappa al Tour de France.

## Palmarès

### Strada
- 2014 (Caja Rural-Seguros RGA, una vittoria)

Klasika Primavera
- 2015 (Caja Rural-Seguros RGA, tre vittorie)

1ª tappa Vuelta a Castilla y León (Avila > Alba de Tormes)
6ª tappa Presidential Cycling Tour of Turkey (Denizli > Selçuk)
Classifica generale Tour de Beauce
- 2016 (Caja Rural-Seguros RGA, una vittoria)

2ª tappa Presidential Cycling Tour of Turkey (Cappadocia > Cappadocia)
- 2018 (Astana Pro Team, due vittorie)

1ª tappa Tour of the Alps (Arco > Folgaria)
6ª tappa Critérium du Dauphiné (Frontenex > La Rosière)
- 2019 (Astana Pro Team, tre vittorie)

1ª tappa Vuelta a Murcia (Yecla > San Javier)
7ª tappa Giro d'Italia (Vasto > L'Aquila)
20ª tappa Giro d'Italia (Feltre > Croce d'Aune-Monte Avena)
- 2020 (Bahrain-McLaren, una vittoria)

Campionati spagnoli, Prova a cronometro
- 2021 (Bahrain Victorious, una vittoria)

4ª tappa Tour of the Alps (Naturno > Valle del Chiese/Pieve di Bono)
- 2022 (Bahrain Victorious, tre vittorie)

3ª tappa Giro dei Paesi Baschi (Laudio > Amurrio)
2ª tappa Tour of the Alps (Primiero San Martino di Castrozza > Lana)
4ª tappa Giro di Germania (Schiltach > Stoccarda)
- 2023 (Bahrain Victorious, due vittorie)

3ª tappa Tour Down Under (Norwood > Campbelltown)
10ª tappa Tour de France (Vulcania > Issoire)
- 2024 (Bahrain Victorious, una vittoria)

4ª tappa Giro di Slovenia (Škofljica > Krvavec)

#### Altri successi
- 2015 (Caja Rural-Seguros RGA)

Classifica scalatori Vuelta a Andalucía
Classifica a punti Vuelta a Castilla y León
- 2022 (Bahrain Victorious)

Classifica a punti Giro di Germania

## Piazzamenti

### Grandi Giri
- Giro d'Italia

2017: 66º
2018: 6º
2019: 31º
2020: 5º
2021: 13º
2022: 5º
2025: 30º
- Tour de France

2019: 54º
2020: 16º
2021: 9º
2023: 6º
2024: ritirato (12ª tappa)
- Vuelta a España

2014: 60º
2015: 97º
2016: 78º
2017: 23º
2018: 27º

### Classiche monumento
- Milano-Sanremo

2023: 43º
- Giro delle Fiandre

2012: 90º
2013: ritirato
- Parigi-Roubaix

2013: ritirato
- Liegi-Bastogne-Liegi

2017: 58º
2023: 43º
2024: 9º
2025: 29º
- Giro di Lombardia

2012: 54º
2017: 29º

### Competizioni mondiali
- Campionati del mondo

Ponferrada 2014 - Cronosquadre: 23º
Imola 2020 - Cronometro Elite: 26º
Imola 2020 - In linea Elite: 20º
Zurigo 2024 - In linea Elite: ritirato